# Zikmund Habsburský
Zikmund Habsburský zvaný Bohatý nebo Plný měšec (německy Sigismund der Münzreiche; 26. října 1427, Innsbruck – 4. března 1496, Innsbruck) byl rakouský arcivévoda, vládce Předních Rakous a Tyrolska.

## Život

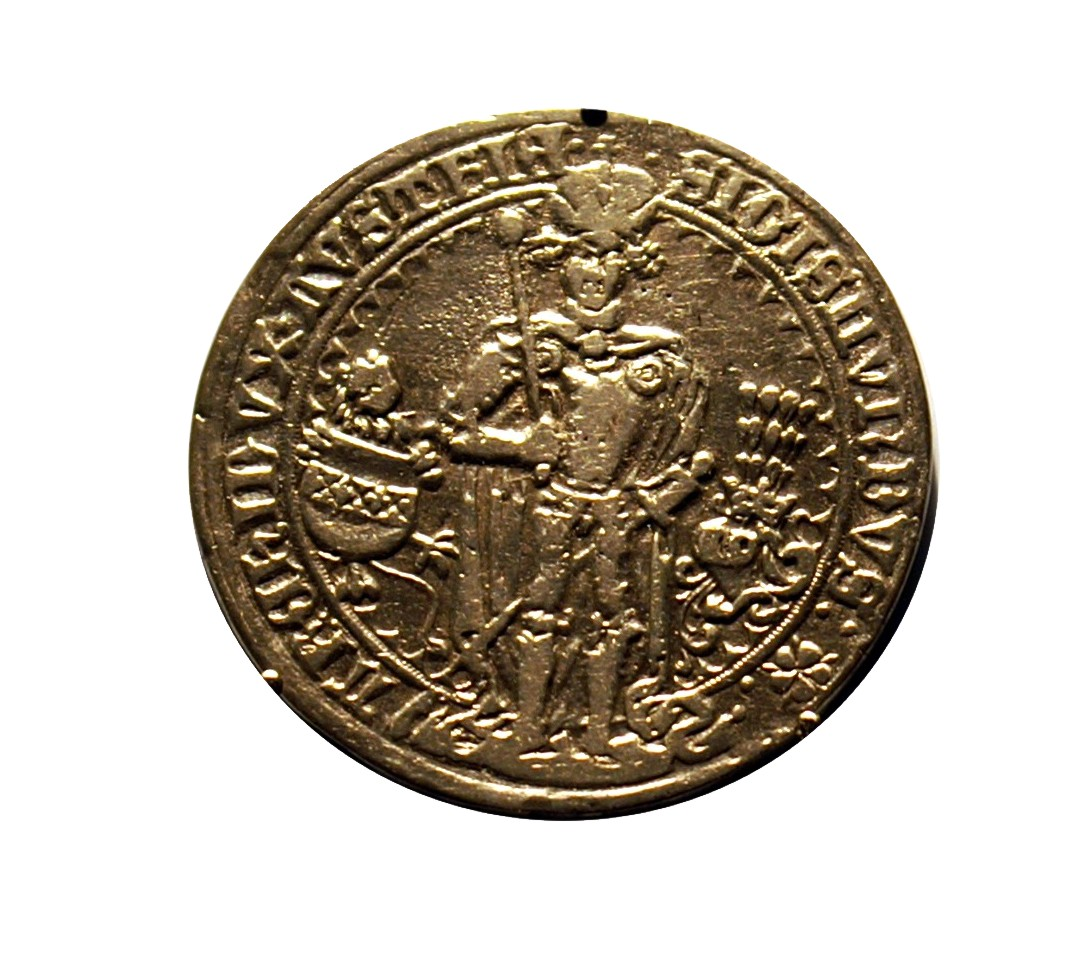
Zikmundův guldiner

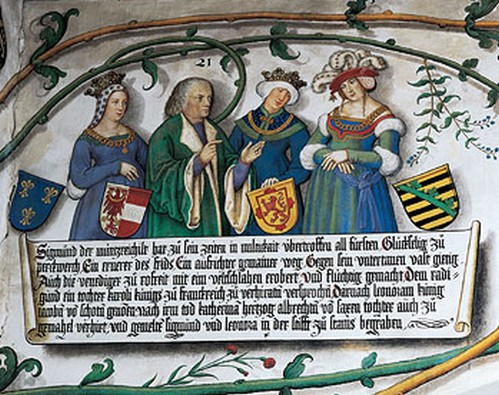
Vyobrazení Zikmunda a jeho manželek v habsburském rodokmenu na zámku Tratzberg

Narodil se z manželství tyrolského hraběte Fridricha IV. s princeznou Annou, dcerou brunšvického vévody Fridricha a Anny Saské. Otec zemřel roku 1439 a poručníkem dvanáctiletého Zikmunda se stal jeho starší bratranec, pozdější císař Fridrich III. Navzdory dohodě s tyrolskými stavy odvezl Fridrich Zikmunda i s obsahem tyrolské klenotnice na výchovu do Štýrska. Jedním z vychovatelů byl i Eneáš Silvius Piccolomini, pozdější papež Pius II. Poručenství mělo původně skončit v roce 1443, kdy Zikmund dosáhl věku šestnácti let. Fridrich však tuto dobu svévolně prodloužil o tři roky, což vedlo k vážné krizi mezi ním a tyrolskými stavy.
Zikmund dosáhl samostatné vlády roku 1446, kdy došlo k dohodě. Zatím se mohl ujmout pouze vlády v Tyrolsku a na panstvích ve Vorarlbergu. Fridrich si zároveň zajistil i jisté příjmy plynoucí z Tyrolska. Ostatní země Předních Rakous dostal do správy Fridrichův mladší bratr Albrecht VI. Teprve po jeho smrti v roce 1463 se mohl Zikmund ujmout i těchto držav.
V prvních desetiletích svého panování měl Zikmund spory s brixenským biskupem Mikulášem Kusánským, který se snažil o omezení světské moci tyrolských vládců a návrat ke stavu z doby vrcholného středověku, kdy byli brixenští biskupové faktickými vládci této oblasti. Zikmund své země spravoval úspěšně, svými reformami podpořil jejich hospodářský vývoj. Tyrolsko bývalo nejbohatší rakouskou zemí, a to zejména díky těžbě stříbra a dalších kovů. Zikmund provedl mincovní reformu a nechal přemístit mincovnu z Meranu do Hallu. Díky tomu přestala být mincovna závislá na dováženém kovu. V nové mincovně dal od roku 1486 razit první tolary, v té době ještě zvané guldiner. Tyto velké stříbrné mince měly stejnou hodnotu jako zlatý. Zikmund rovněž podporoval hospodářství a dopravu výstavbou nových silnic. Během jeho vlády také vzkvétalo sídelní město Innsbruck.
Po roce 1480 se však u nadaného vládce začala projevovat senilita,[zdroj?] spojená s bezmeznou rozhazovačností. Hrozilo, že Zikmund, který neměl legitimní potomky, předá vládu bavorskému vévodovi Albrechtu IV. Tomu zabránily zemské stavy a osobní intervence císaře Fridricha III. v roce 1487. V roce 1487 vedl vojenský útok proti Benátkám. V krvavých bitvách u Rovereta a Calliana sice zvítězil, tato vítězství však nepřinesla žádné územní zisky. Válkou navíc značně utrpěla doprava a obchod.
V roce 1490 byl donucen abdikovat ve prospěch Fridrichova syna Maxmiliána I., kterého zároveň přijal za svého syna. Maxmilián mu za to přiznal vysokou doživotní rentu a také se postaral o hmotné zajištění jeho početných nemanželských dětí.
Zikmund zemřel v roce 1496 v Innsbrucku. Pohřben byl v klášteře Stams. Přízvisko Plný měšec se poprvé objevuje v malovaném habsburském rodokmenu na zámku Tratzberg. Rodokmen byl namalován okolo roku 1506.

## Manželství, potomci

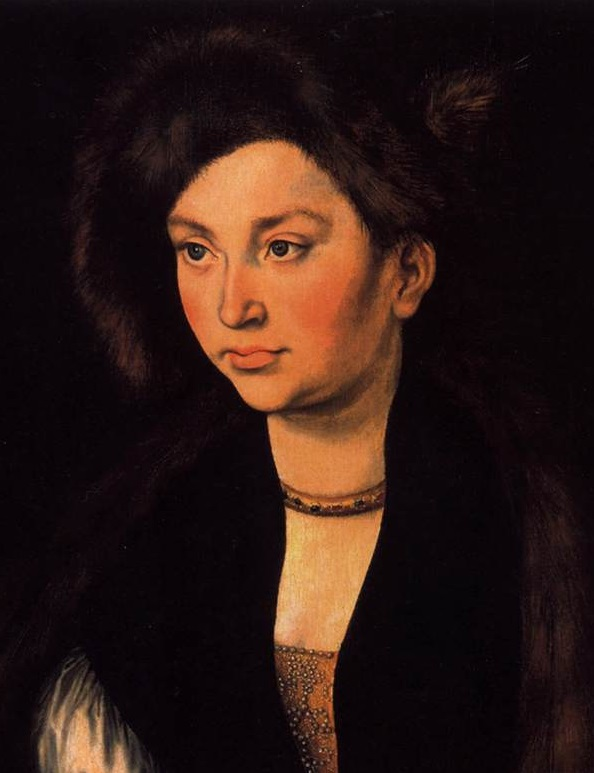
Kateřina Saská

Zikmund byl dvakrát ženatý. V prvním manželství s Eleonorou, čtvrtou dcerou/šestým potomkem z osmi dětí skotského krále Jakuba I. a jeho manželky Johany Beaufortové, se až po třiceti letech jeho trvání narodil jediný syn Wolfgang, matka i syn však krátce po porodu 20. listopadu 1480 zemřeli. Čtyři roky po Eleonořině smrti, roku 1484, se Zikmund oženil podruhé, a to s šestnáctiletou Kateřinou Saskou, nejstarším potomkem z osmi dětí saského vévody Albrechta III. zv. Srdnatého a jeho ženy Zdeny, dcery českého krále Jiřího z Poděbrad. Kateřina byla o čtyřicet let mladší než její manžel; toto manželství pak zůstalo vůbec bezdětné. Zikmund však vedl nespoutaný život a třebaže neměl legitimního nástupce, z jeho četných milostných dobrodružství vzešlo údajně až padesát nemanželských potomků. Zikmundovým úmrtím tak vyhasla vedlejší větev Leopoldinské linie habsburského rodu.

## Vývod z předků
|                      |                                   |  |                                      |                           |  |  |  |  |  |  |  | Albrecht I. Habsburský |
|                      |                                   |  |                                      |                           |  |  |  |  |  |  |  |                        |
|                      | Albrecht II. Moudrý               |  |                                      |                           |  |  |  |  |  |  |  |                        |
|                      |                                   |  |                                      |                           |  |  |  |  |  |  |  |                        |
|                      |                                   |  |                                      | Alžběta Goricko-Tyrolská  |  |  |  |  |  |  |  |                        |
|                      |                                   |  |                                      |                           |  |  |  |  |  |  |  |                        |
|                      | Leopold III. Habsburský           |  |                                      |                           |  |  |  |  |  |  |  |                        |
|                      |                                   |  |                                      |                           |  |  |  |  |  |  |  |                        |
|                      |                                   |  |                                      | Oldřich III. z Pfirtu     |  |  |  |  |  |  |  |                        |
|                      |                                   |  |                                      |                           |  |  |  |  |  |  |  |                        |
|                      | Johana z Pfirtu                   |  |                                      |                           |  |  |  |  |  |  |  |                        |
|                      |                                   |  |                                      |                           |  |  |  |  |  |  |  |                        |
|                      |                                   |  |                                      | Jana Burgundská           |  |  |  |  |  |  |  |                        |
|                      |                                   |  |                                      |                           |  |  |  |  |  |  |  |                        |
|                      | Fridrich IV. Habsburský           |  |                                      |                           |  |  |  |  |  |  |  |                        |
|                      |                                   |  |                                      |                           |  |  |  |  |  |  |  |                        |
|                      |                                   |  |                                      | Stefano Visconti          |  |  |  |  |  |  |  |                        |
|                      |                                   |  |                                      |                           |  |  |  |  |  |  |  |                        |
|                      | Bernabo Visconti                  |  |                                      |                           |  |  |  |  |  |  |  |                        |
|                      |                                   |  |                                      |                           |  |  |  |  |  |  |  |                        |
|                      |                                   |  |                                      | Valentina Doria           |  |  |  |  |  |  |  |                        |
|                      |                                   |  |                                      |                           |  |  |  |  |  |  |  |                        |
|                      | Viridis Visconti                  |  |                                      |                           |  |  |  |  |  |  |  |                        |
|                      |                                   |  |                                      |                           |  |  |  |  |  |  |  |                        |
|                      |                                   |  |                                      | Mastino II. della Scala   |  |  |  |  |  |  |  |                        |
|                      |                                   |  |                                      |                           |  |  |  |  |  |  |  |                        |
|                      | Beatrice Regina della Scala       |  |                                      |                           |  |  |  |  |  |  |  |                        |
|                      |                                   |  |                                      |                           |  |  |  |  |  |  |  |                        |
|                      |                                   |  |                                      | Tadea z Carrary           |  |  |  |  |  |  |  |                        |
|                      |                                   |  |                                      |                           |  |  |  |  |  |  |  |                        |
| 'Zikmund Habsburský' |                                   |  |                                      |                           |  |  |  |  |  |  |  |                        |
|                      |                                   |  |                                      |                           |  |  |  |  |  |  |  |                        |
|                      |                                   |  | Magnus I. Brunšvicko-Wolfenbüttelský |                           |  |  |  |  |  |  |  |                        |
|                      |                                   |  |                                      |                           |  |  |  |  |  |  |  |                        |
|                      | Magnus II. Brunšvicko-Lüneburský  |  |                                      |                           |  |  |  |  |  |  |  |                        |
|                      |                                   |  |                                      |                           |  |  |  |  |  |  |  |                        |
|                      |                                   |  |                                      | Žofie Braniborská         |  |  |  |  |  |  |  |                        |
|                      |                                   |  |                                      |                           |  |  |  |  |  |  |  |                        |
|                      | Fridrich I. Brunšvicko-Lüneburský |  |                                      |                           |  |  |  |  |  |  |  |                        |
|                      |                                   |  |                                      |                           |  |  |  |  |  |  |  |                        |
|                      |                                   |  |                                      | Bernhard III. Anhaltský   |  |  |  |  |  |  |  |                        |
|                      |                                   |  |                                      |                           |  |  |  |  |  |  |  |                        |
|                      | Kateřina z Anhalt-Bernburgu       |  |                                      |                           |  |  |  |  |  |  |  |                        |
|                      |                                   |  |                                      |                           |  |  |  |  |  |  |  |                        |
|                      |                                   |  |                                      | Anežka Sasko-Wittenberská |  |  |  |  |  |  |  |                        |
|                      |                                   |  |                                      |                           |  |  |  |  |  |  |  |                        |
|                      | Anna Brunšvická                   |  |                                      |                           |  |  |  |  |  |  |  |                        |
|                      |                                   |  |                                      |                           |  |  |  |  |  |  |  |                        |
|                      |                                   |  |                                      | Rudolf I. Saský           |  |  |  |  |  |  |  |                        |
|                      |                                   |  |                                      |                           |  |  |  |  |  |  |  |                        |
|                      | Václav I. Saský                   |  |                                      |                           |  |  |  |  |  |  |  |                        |
|                      |                                   |  |                                      |                           |  |  |  |  |  |  |  |                        |
|                      |                                   |  |                                      | Anežka z Lindowa          |  |  |  |  |  |  |  |                        |
|                      |                                   |  |                                      |                           |  |  |  |  |  |  |  |                        |
|                      | Anna Sasko-Wittenberská           |  |                                      |                           |  |  |  |  |  |  |  |                        |
|                      |                                   |  |                                      |                           |  |  |  |  |  |  |  |                        |
|                      |                                   |  |                                      | František I. z Carrary    |  |  |  |  |  |  |  |                        |
|                      |                                   |  |                                      |                           |  |  |  |  |  |  |  |                        |
|                      | Cecilie z Cararry                 |  |                                      |                           |  |  |  |  |  |  |  |                        |
|                      |                                   |  |                                      |                           |  |  |  |  |  |  |  |                        |
|                      |                                   |  |                                      | Fina Buzzacarini          |  |  |  |  |  |  |  |                        |
|                      |                                   |  |                                      |                           |  |  |  |  |  |  |  |                        |